# Walid Dakka
Walid Nimer As’aad Dakka (arabisch وليد دقة, DMG Walīd Daqqaẗ; * 18. Juli 1961 in Baqa al-Ġarbijja; † 7. April 2024 in Beer Jaʿakov) war ein palästinensischer Schriftsteller israelischer Staatsbürgerschaft, der als verurteilter Terrorist bis zu seinem Tod eine Haftstrafe von fast 38 Jahren verbüßte.

## Leben
Walid Dakka wurde 1987 wegen seiner mutmaßlichen Beteiligung an der Ermordung des 19-jährigen israelischen Soldaten Moshe Tamam verurteilt. Die Verurteilung erfolgte nicht nach israelischem Strafrecht, sondern auf Grundlage britischer Notstandsverordnungen aus dem Jahr 1945, die Amnesty International zufolge geringere Anforderungen an die Beweisführung stellten. Dies werfe „Zweifel an der Fairness des Prozesses gegen Daqqa und an der Gültigkeit seiner Verurteilung“ auf. Obgleich ihm keine direkte Tatbeteiligung nachgewiesen werden konnte, befand das Gericht, dass er als Befehlshaber des der Terrororganisation Volksfront zur Befreiung Palästinas nahestehenden Kommandos, welches für die Entführung, Folterung und Ermordung Tamams im Jahr 1984 verantwortlich war, als Drahtzieher des Angriffs zu betrachten sei. Dakka beteuerte stets, unschuldig am Tod Tamams zu sein.
Aufgrund der Ablehnung der Volksfront zur Befreiung Palästinas gegenüber den Friedensbemühungen der 1990er Jahre verblieb Dakka im Gefängnis. Während seiner Haftzeit etablierte er sich als Autor und kritisierte die Gewalttätigkeit palästinensischer Organisationen. Dakka schloss während seiner Haft ein Studium der politischen Wissenschaften mit dem Master ab.
Seine Frau Sana lernte er in Haft kennen und heiratete sie dort. Laut TAZ „wollte [sie] ihn aus Begeisterung über seine Tat kennenlernen.“ Im Jahr 2020 wurde Dakka dank geschmuggelten Samens Vater einer Tochter.
Nach der Bekanntgabe seiner Krebserkrankung 2022 forderten verschiedene Organisationen wie Amnesty International und die israelische Zeitung Haaretz seine Freilassung. Eine ärztlich empfohlene Knochenmarkstransplantation wurde ihm laut der Häftlingsorganisation Addameer vom Israelischen Gefängnisdienst versagt.
Dakka hatte seine ursprüngliche Haftstrafe im Jahr 2023 vollständig abgesessen. Jedoch wurde er von der israelischen Justiz zu weiteren zwei Jahren Haft verurteilt, da er angeblich am Schmuggel von Handys ins Gefängnis beteiligt gewesen sein sollte. Einem Antrag auf vorzeitige Entlassung aus medizinischen Gründen wurde nicht stattgegeben.
Dakka verbrachte fast 38 Jahre seines Lebens in einem israelischen Gefängnis. Er starb 2024 an Knochenmarkkrebs. Seine Leiche wurde von den israelischen Behörden als Druckmittel für Verhandlungen mit der Hamas einbehalten.
Während palästinensische und arabische Medien und Amnesty International Dakka als inhaftierten Schriftsteller bezeichneten, wurde er in israelischen und deutschsprachigen Medien  vorwiegend als Terrorist wahrgenommen.

## Al-Midan-Theater-Kontroverse
Die Aufführung einer hebräisch untertitelten Version des Theaterstücks Parallel Time, das sich mit persönlichen Details aus dem Gefängnisleben eines von Walid Dakka inspirierten Protagonisten befasst, auf der größten arabischsprachigen Theaterbühne Israels, dem Al-Midan-Theater in Haifa, erregte im April 2015 große Aufmerksamkeit und löste eine öffentliche Kontroverse aus, infolge derer die staatliche Finanzierung des Theaters eingefroren und eine Untersuchung seiner Aktivitäten eingeleitet wurde. Bildungsminister Naftali Bennett konstatierte: „Die Bürger Israels werden nicht aus ihrer Tasche für ein Theaterstück zahlen, das die Ermordung von Soldaten akzeptiert“. Der Block arabischer Parteien in der Knesset veröffentlichte daraufhin vorläufig einen gemeinsamen Boykottaufruf. In einer Erklärung forderte er die ausländischen Vertretungen auf, ihre „bilaterale kulturelle Zusammenarbeit“ mit Israel zu überdenken, wenn die Regierung die Schikanen gegen kritische Künstler und Institutionen nicht einstelle.